# Thierry Ruinart
Thierry Ruinart, känd som Dom Ruinart. född den 10 juni 1657, död den 27 september 1709, var en fransk romersk-katolsk kyrkohistoriker.
Ruinart tillhörde den berömda maurinkongregationen och medverkade vid dess vetenskapliga storverk, både som materialsamlare, utgivare av patres, ordenshistoriker och Mabillons medarbetare sedan 1682. Som sådan förflyttades han till Saint-Germain-des-Prés och författade bland annat 8 och 9 av "Acta sanctorum" (1701). Hans mest berömda verk är det alltjämt klassiska Acta primorum martyrum sincera et selecta (1689; många nya upplagor).